# Aleksandr Nikitine
Pour les articles homonymes, voir Nikitine.
Cet article concerne le joueur d'échecs. Pour l'officier et militant écologiste russe, voir Alexandre Nikitine.
Aleksandr Sergueïevitch Nikitine (en russe : Александр Сергеевич Никитин) est un joueur d'échecs et un entraîneur soviétique puis russe né le 27 janvier 1935 à Moscou et mort dans la même ville le 5 juin 2022,. Il est l'entraîneur principal de Garry Kasparov lors de sa conquête du titre de champion du monde d'échecs au début des années 1980.

## Biographie et carrière

### Années 1950 et 1960
Nikitine reçoit le titre de maître es sports de l'URSS à 17 ans en 1952. En 1953, il remporta la médaille d'or au premier échiquier de l'équipe de Moscou lors du championnat d'URSS junior par équipe (il n'existait pas à l'époque de championnat soviétique individuel pour les juniors) devant Boris Spassky (Léningrad) et Mikhaïl Tal (Lettonie). Il finit 2e-5e du championnat de Moscou en 1954. Il termina huitième de la demi-finale du championnat d'URSS à Léningrad en 1957 (avec 11 points sur 19) et se qualifia pour la finale du Championnat d'URSS d'échecs en janvier 1959 à Tbilissi où il finit dernier. Il représenta l'URSS lors des olympiades universitaires (championnats du monde par équipes de moins de 26 ans) de 1954 à 1960, remportant huit médailles d'or et trois médailles d'argent individuelles ou par équipe.
Nikitine obtint le titre de maître international en 1963. En 1966, il remporta le championnat du club central de Moscou, ex æquo avec Jacob Murey. La même année, il finit huitième du tournoi international de Kislovodsk 1966, où il fit nulle avec le vainqueur Mikhaïl Tal et battit le deuxième Leonid Stein. En 1967, il marqua 6,5 points sur 13 lors du championnat d'URSS qui était un système suisse en treize rondes.
Dans les années 1960, Nikitine commença à entraîner l'équipe soviétique pour les olympiades universitaires.

### Années 1970 et 1980
De 1973 à 1976, Nikitine fit partie de l'équipe qui entraîna Anatoli Karpov pour le championnat du monde qui aurait dû l'opposer à l'Américain Bobby Fischer. En 1976, Karpov entama une négociation secrète avec Fischer pour organiser un match; Nikitine l'apprit et dénonça Karpov à la fédération des échecs d'URSS. Furieux, Karpov renvoya Nikitine.
Nikitine rencontra le jeune Garry Kasparov en 1973 et devint son entraîneur en 1976. Kasparov remporta le titre de champion du monde dix ans plus tard (en décembre 1985).

### Années 1990
En 1992. Nikitine participa à la préparation de Boris Spassky pour son match contre Bobby Fischer. Il fut l'entraîneur du jeune Français Étienne Bacrot à la fin des années 1990. Il participa également à la formation du Russe Dmitri Iakovenko.
En 1993, Nikitine remporta le tournoi international de Voskressensk, ex æquo avec Alekseï Fiodorov.

### Années 2000 et 2010
En 2002, Nikitine finit cinquième du mémorial Botvinnik à Elista (victoire de Klovans et Gligoric). En 2011, il finit 6e-8e du mémorial Botvinnik senior à Souzdal (victoire de Kortchnoï devant Vassioukov et Portisch, tournoi en parties rapides).

## Publications
Nikitine a publié :
- Kasparov, éd. Payot, 1994 ;
  - édition augmentée en anglais : (en) Coaching Kasparov, Year by Year and Move by Move, Volume I: The Whizz-Kid (1973-1981), LLC Elk and Ruby, 2019 .
- avec Garry Kasparov : (en) The Sicilian Scheveningen: Sicilian : ...E6 and ...D6 Systems, Batsford, 1987 ;
- (en) Sicilian: English Attack, Interchess, 1995[13].